# Jerusalembrücke (Nordbrücke)
Die Jerusalembrücke (Nordbrücke) ist eine von zwei  Brücken, die in Magdeburg als Teil des Nordbrückenzuges die Elbe bei Stromkilometer 327,7 überspannen und unter anderem die Bundesstraße 1 überführen.

## Neubau Jerusalembrücke

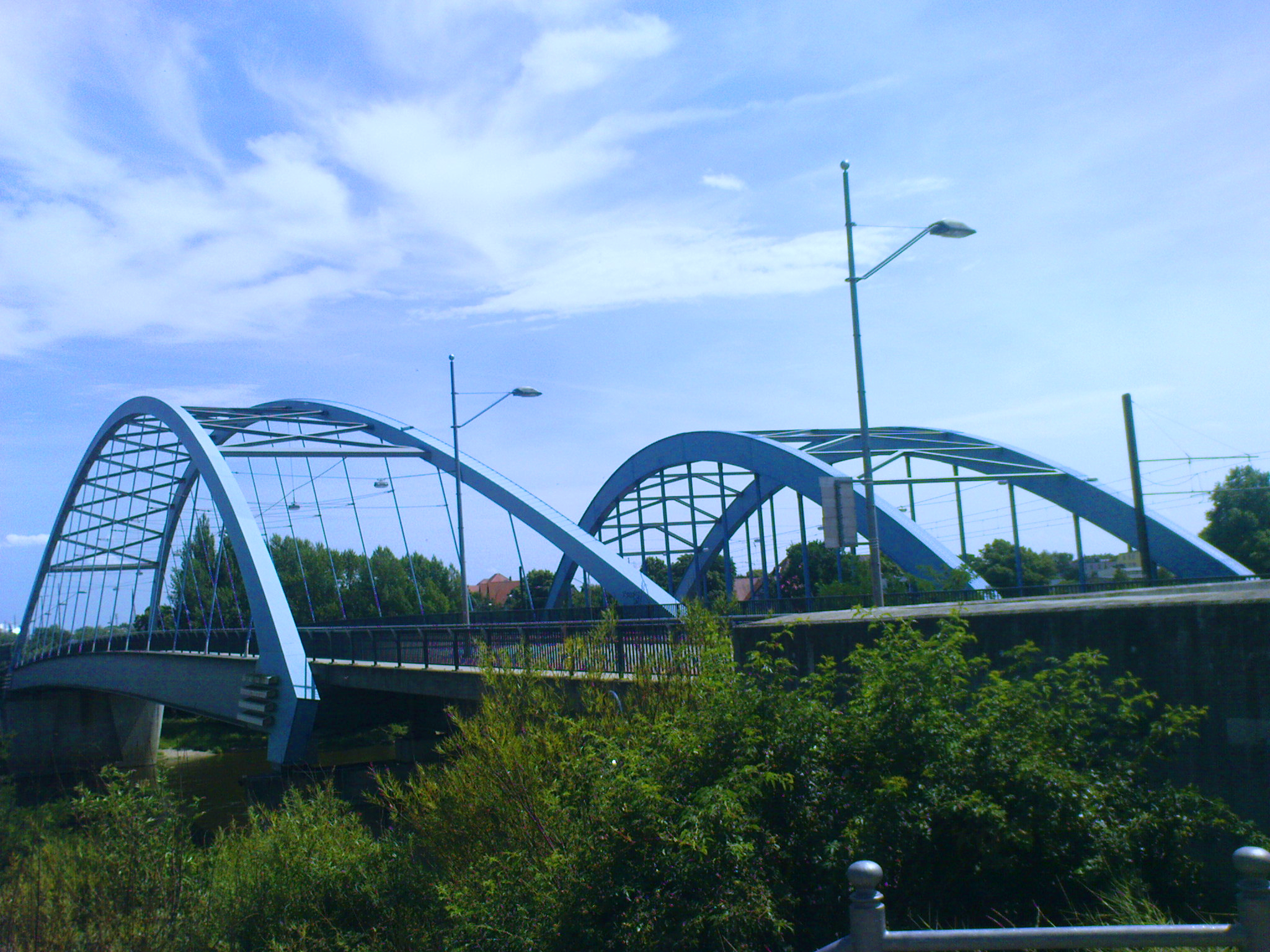
Jerusalembrücken 2011

Aufgrund des stark gewachsenen Straßenverkehrs begann 1994 stromabwärts, also nördlich der alten Brücke (heute Südbrücke), der Neubau einer weiteren Elbebrücke für den westlichen Richtungsverkehr. Das Bauwerk wurde im Gegensatz zur alten Brücke schräg zur Flussachse angeordnet, es weist allerdings bezüglich der lichten Weite und Bauwerkshöhe die gleichen Parameter auf. Die Brücke wurde am 4. Oktober 1996 als Jerusalembrücke dem Verkehr mit einer 6,5 m breiten Fahrbahn für zwei Fahrstreifen und einem 5,0 m breiten Geh- und Radweg dem Verkehr übergeben.
Das 214,3 m lange Bauwerk besteht aus beidseitigen Vorlandbrücken mit 35,70 m beziehungsweise (vor Einbau der Zusatzpfeiler, siehe Abschnitt #Baupanne) 47,71 m Stützweite sowie der Strombrücke.  Im Gegensatz zur südlichen Brücke weist das Bauwerkssystem in Brückenlängsrichtung keinen reinen Bogen mit massiven Widerlagern zur Aufnahme des Horizontalschubes auf, sondern ist als in sich verankerte Bogenbrücke (Stabbogenbrücke) ausgebildet.

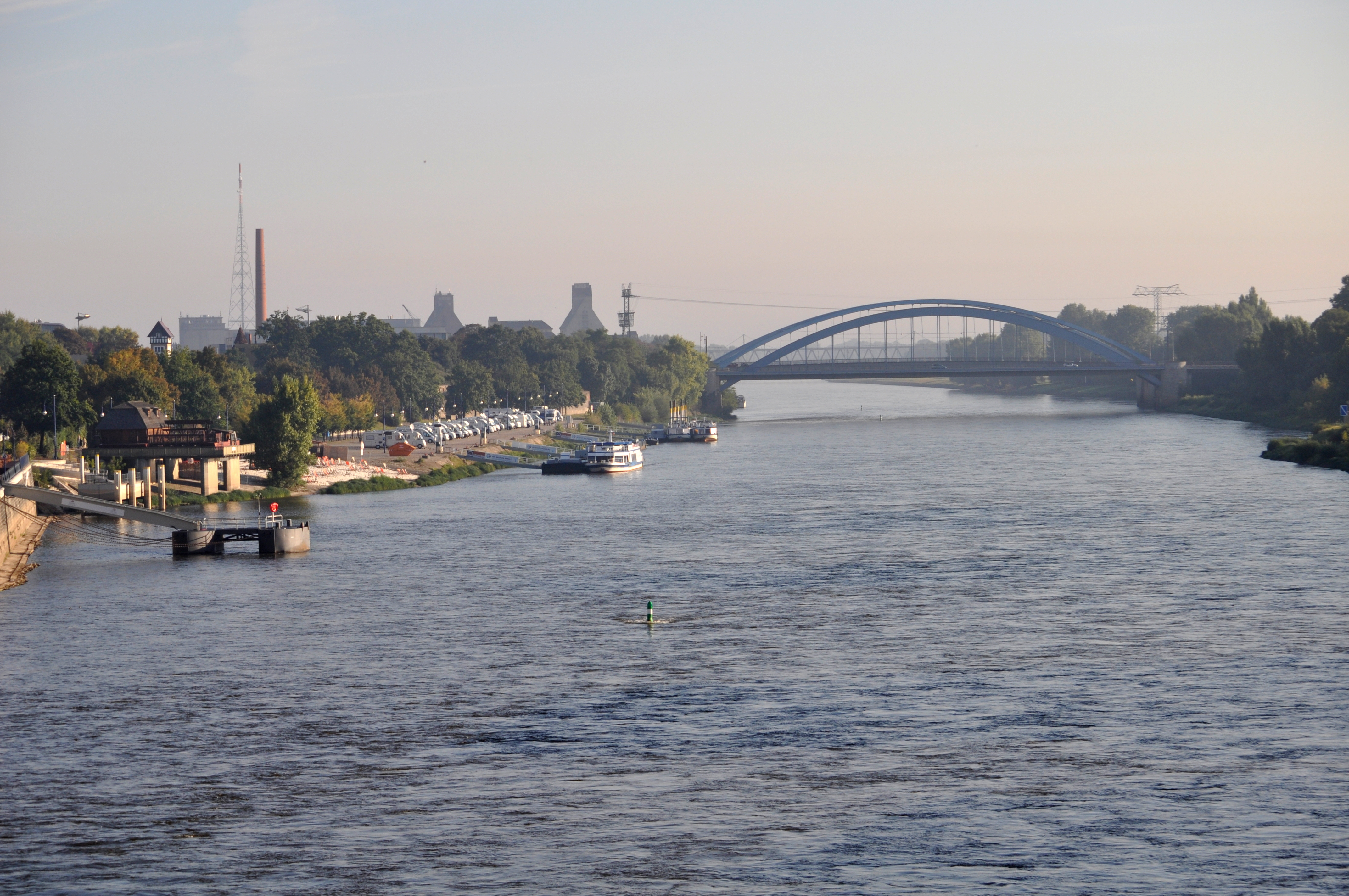
Im Hintergrund die Jerusalembrücken, im Vordergrund der Petriförder mit Schiffsverkehr

Die Brücke hat eine Stützweite von 130,87 m bei einer unteren Breite von 17,38 m. Die Bögen sind in ihrer Ebene 12° gegen die Vertikale geneigt und haben bezogen auf die Fahrbahn eine Scheitelhöhe von 17,15 m. Im Scheitel besitzen die Stahlbögen, geschweißte Kastenprofile mit 0,75 m Breite und 1,1 m Höhe sowie einen Achsabstand von rund 9,5 m. Sie sind über einen rautenförmigen Fachwerkverband miteinander verbunden. Über die Bögen werden die beiden 2,35 m hohen Versteifungsträger mit 16 Hängern im Abstand von 7,85 m auf jeder Brückenseite, die aus Rundstahlprofilen mit maximal 100 mm Durchmesser bestehen, abgetragen. Zur Vermeidung von bei gleichzeitigem Einwirken von Regen und Wind induzierten Schwingungen sind die Hänger durch dünne horizontale Seile miteinander verspannt. Die Fahrbahnplatte besteht aus Stahlbeton und ist über Kopfbolzen mit den Querträgern, die in einem Abstand von 3,3 m angeordnet sind, verbunden.
Die beidseitigen Randöffnungen sind als zweistegige Plattenbalken mit einem Verbundquerschnitt ausgeführt. Die Stahlträger der 2,1 m hohen Konstruktionen sind in einem Achsabstand von 7,5 m angeordnet und mit der quer vorgespannten Stahlbetonfahrbahnplatte durch Kopfbolzen miteinander verbunden. 

### Baupanne
Die östliche Vorlandbrücke mit anfangs 47,71 m Stützweite bog sich nach dem Entfernen aller Hilfsstützen deutlich sichtbar in der Mitte um 11 cm durch. Ursache dafür könnte u. a. eine zu geringe Überhöhung beim Bau des Tragwerkes gewesen sein. Die Fahrbahnplatte wurde daraufhin komplett abgebrochen, die Brückenhauptträger in der Mitte um 17 cm hochgedrückt und eine neue Fahrbahnplatte gegossen. Nach Entfernung der temporären Stützen hing die Brücke dennoch wieder in nicht akzeptablem Maße durch. Daraufhin wurden in Brückenmitte zwei zusätzliche Stahlstützen dauerhaft angebracht. Messungen bei einer Belastung mit zwei schweren Autokranen, verbunden mit einer Nachrechnung, ergaben eine ausreichende Trag‐ und Gebrauchsfähigkeit des veränderten Bauwerkes.